# 나라별 공용어 목록

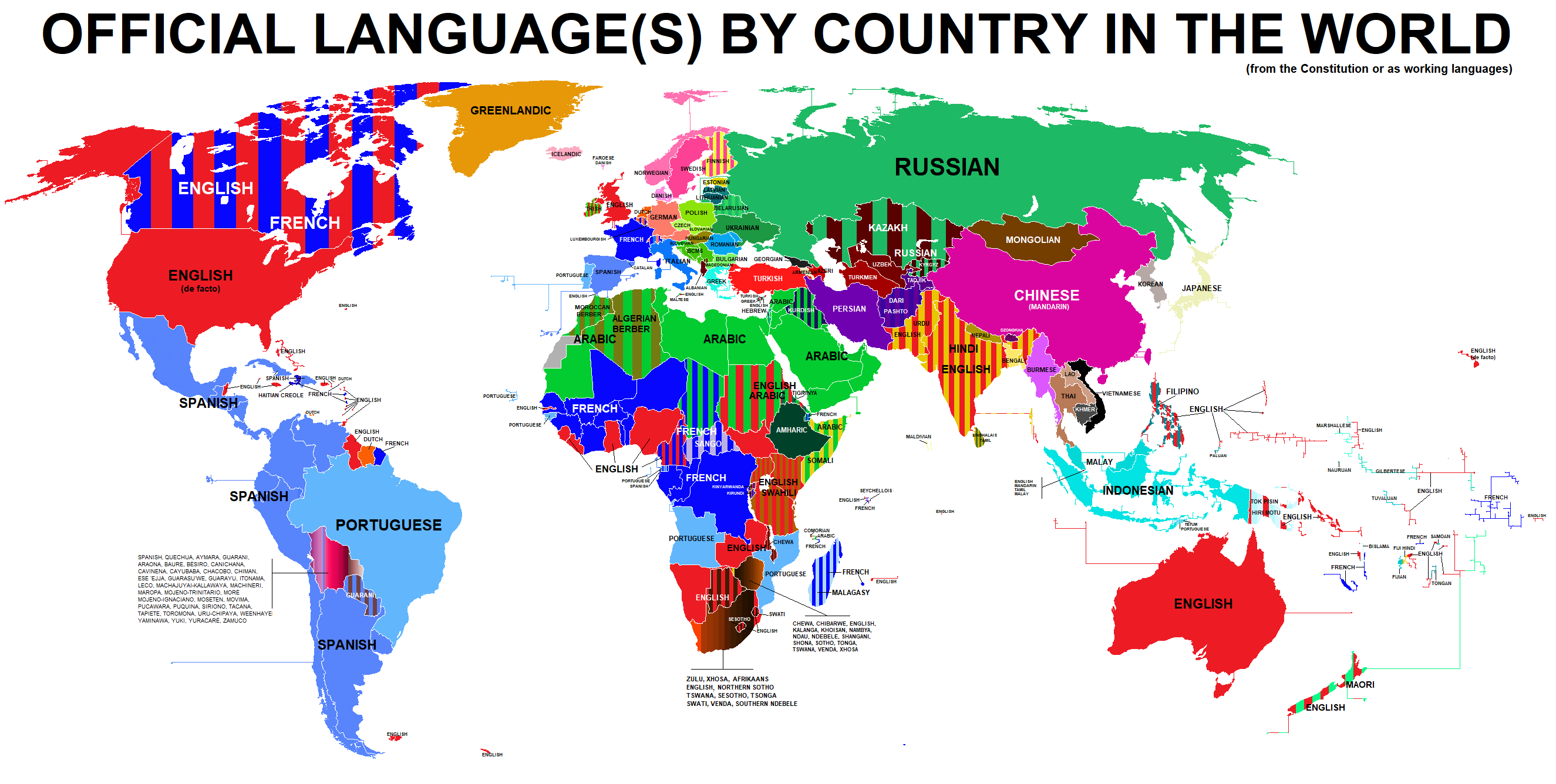

이 문서는 국가별로 지정된 공용어 목록이다.

## 아시아

### 동아시아
| 국가                   | 공용어             | 사용 문자         |
| ---------------------- | ------------------ | ----------------- |
| 대한민국               | 한국어 한국 수어   | 한글              |
| 일본                   | 일본어             | 가나, 한자        |
| 중화인민공화국         | 중국어             | 한자              |
| 조선민주주의인민공화국 | 한국어             | 한글              |
| 중화민국               | 중국어             | 한자              |
| 홍콩                   | 광둥어, 영어       | 한자, 영어 알파벳 |
| 마카오                 | 광둥어, 포르투갈어 | 한자, 포르투갈어  |
| 몽골                   | 몽골어             | 몽골 문자         |

### 동남아시아
| 국가       | 공용어                      | 사용 문자             |
| ---------- | --------------------------- | --------------------- |
| 태국       | 태국어                      | 태국 문자             |
| 베트남     | 베트남어                    | 로마자                |
| 캄보디아   | 크메르어                    | 크메르 문자           |
| 라오스     | 라오어                      | 라오 문자             |
| 미얀마     | 버마어                      | 버마 문자             |
| 말레이시아 | 말레이어 영어               | 로마자                |
| 싱가포르   | 영어 타밀어 말레이어 중국어 | 로마자 타밀 문자 한자 |
| 인도네시아 | 인도네시아어                | 로마자                |
| 필리핀     | 영어 필리핀어               | 로마자                |
| 브루나이   | 말레이어 영어               | 로마자                |
| 동티모르   | 포르투갈어 테툼어           | 로마자                |

### 남아시아
| 국가       | 공용어          | 사용 문자                           |
| ---------- | --------------- | ----------------------------------- |
| 인도       | 힌디어 영어     | 데바나가리 문자 로마자 아랍 문자 등 |
| 파키스탄   | 우르두어 영어   | 아랍 문자 로마자                    |
| 방글라데시 | 벵골어          | 벵골 문자                           |
| 스리랑카   | 싱할라어 타밀어 | 싱할라 문자 타밀 문자               |
| 몰디브     | 디베히어        | 타나 문자                           |
| 네팔       | 네팔어          | 데바나가리 문자                     |
| 부탄       | 종카어          | 티베트 문자                         |

### 서아시아
| 국가           | 공용어          | 사용 문자             |
| -------------- | --------------- | --------------------- |
| 이라크         | 아랍어 쿠르드어 | 아랍 문자 로마자      |
| 이란           | 페르시아어      | 아랍 문자             |
| 사우디아라비아 | 아랍어          | 아랍 문자             |
| 시리아         | 아랍어          | 아랍 문자             |
| 레바논         | 아랍어          | 아랍 문자             |
| 이스라엘       | 히브리어 아랍어 | 히브리 문자 아랍 문자 |
| 팔레스타인     | 아랍어          | 아랍 문자             |
| 요르단         | 아랍어          | 아랍 문자             |
| 쿠웨이트       | 아랍어          | 아랍 문자             |
| 아랍에미리트   | 아랍어          | 아랍 문자             |
| 카타르         | 아랍어          | 아랍 문자             |
| 바레인         | 아랍어          | 아랍 문자             |
| 예멘           | 아랍어          | 아랍 문자             |
| 오만           | 아랍어          | 아랍 문자             |
| 키프로스       | 그리스어        | 그리스 문자           |
| 북키프로스     | 튀르키예어      | 로마자                |
| 튀르키예       | 튀르키예어      | 로마자                |

### 중앙아시아
| 국가           | 공용어              | 사용 문자 |
| -------------- | ------------------- | --------- |
| 우즈베키스탄   | 우즈베크어          | 로마자    |
| 카자흐스탄     | 카자흐어 러시아어   | 키릴 문자 |
| 타지키스탄     | 타지크어            | 키릴 문자 |
| 키르기스스탄   | 키르기스어 러시아어 | 키릴 문자 |
| 투르크메니스탄 | 투르크멘어          | 로마자    |

### 캅카스 3국및 중첩 국가
| 국가         | 공용어          | 사용 문자       |
| ------------ | --------------- | --------------- |
| 조지아       | 조지아어        | 조지아 문자     |
| 아르메니아   | 아르메니아어    | 아르메니아 문자 |
| 아제르바이잔 | 아제르바이잔어  | 로마자          |
| 아프가니스탄 | 파슈토어 다리어 | 아랍 문자       |

## 유럽

### 서유럽
| 국가       | 공용어                       | 사용 문자 |
| ---------- | ---------------------------- | --------- |
| 영국       | 영어                         | 로마자    |
| 아일랜드   | 아일랜드어 영어              | 로마자    |
| 프랑스     | 프랑스어                     | 로마자    |
| 벨기에     | 네덜란드어 프랑스어 독일어   | 로마자    |
| 네덜란드   | 네덜란드어                   | 로마자    |
| 룩셈부르크 | 프랑스어 룩셈부르크어 독일어 | 로마자    |

### 남유럽
| 국가        | 공용어            | 사용 문자   |
| ----------- | ----------------- | ----------- |
| 스페인      | 스페인어          | 로마자      |
| 포르투갈    | 포르투갈어        | 로마자      |
| 안도라      | 카탈루냐어        | 로마자      |
| 이탈리아    | 이탈리아어        | 로마자      |
| 바티칸 시국 | 라틴어 이탈리아어 | 로마자      |
| 산마리노    | 이탈리아어        | 로마자      |
| 몰타        | 몰타어 영어       | 로마자      |
| 모나코      | 프랑스어          | 로마자      |
| 그리스      | 그리스어          | 그리스 문자 |

### 북유럽
| 국가       | 공용어            | 사용 문자 |
| ---------- | ----------------- | --------- |
| 덴마크     | 덴마크어          | 로마자    |
| 노르웨이   | 노르웨이어        | 로마자    |
| 스웨덴     | 스웨덴어          | 로마자    |
| 핀란드     | 핀란드어 스웨덴어 | 로마자    |
| 아이슬란드 | 아이슬란드어      | 로마자    |
| 리투아니아 | 리투아니아어      | 로마자    |
| 라트비아   | 라트비아어        | 로마자    |
| 에스토니아 | 에스토니아어      | 로마자    |

### 중앙유럽
| 국가         | 공용어                              | 사용 문자 |
| ------------ | ----------------------------------- | --------- |
| 독일         | 독일어                              | 로마자    |
| 스위스       | 프랑스어 독일어 로만슈어 이탈리아어 | 로마자    |
| 오스트리아   | 독일어                              | 로마자    |
| 리히텐슈타인 | 독일어                              | 로마자    |
| 폴란드       | 폴란드어                            | 로마자    |
| 체코         | 체코어                              | 로마자    |
| 슬로바키아   | 슬로바키아어                        | 로마자    |
| 헝가리       | 헝가리어                            | 로마자    |

### 동유럽
| 국가                  | 공용어                             | 사용 문자        |
| --------------------- | ---------------------------------- | ---------------- |
| 세르비아              | 세르비아어                         | 키릴 문자 로마자 |
| 코소보                | 알바니아어 세르비아어              | 로마자 키릴 문자 |
| 몬테네그로            | 몬테네그로어 세르비아어            | 키릴 문자 로마자 |
| 크로아티아            | 크로아티아어                       | 로마자           |
| 슬로베니아            | 슬로베니아어                       | 로마자           |
| 북마케도니아          | 마케도니아어 알바니아어            | 키릴 문자 로마자 |
| 보스니아 헤르체고비나 | 크로아티아어 보스니아어 세르비아어 | 로마자 키릴 문자 |
| 알바니아              | 알바니아어                         | 로마자           |
| 루마니아              | 루마니아어                         | 로마자           |
| 불가리아              | 불가리아어                         | 키릴 문자        |
| 러시아                | 러시아어                           | 키릴 문자        |
| 우크라이나            | 우크라이나어                       | 키릴 문자        |
| 벨라루스              | 벨라루스어 러시아어                | 키릴 문자        |
| 몰도바                | 루마니아어                         | 로마자           |

## 아메리카

### 북아메리카
| 국가   | 공용어        | 사용 문자 |
| ------ | ------------- | --------- |
| 미국   | 영어          | 로마자    |
| 캐나다 | 영어 프랑스어 | 로마자    |
| 멕시코 | 스페인어      | 로마자    |

### 중앙아메리카
| 국가       | 공용어   | 사용 문자 |
| ---------- | -------- | --------- |
| 니카라과   | 스페인어 | 로마자    |
| 엘살바도르 | 스페인어 | 로마자    |
| 온두라스   | 스페인어 | 로마자    |
| 과테말라   | 스페인어 | 로마자    |
| 벨리즈     | 영어     | 로마자    |
| 코스타리카 | 스페인어 | 로마자    |
| 파나마     | 스페인어 | 로마자    |

### 카리브 제도
| 국가                  | 공용어                   | 사용 문자 |
| --------------------- | ------------------------ | --------- |
| 쿠바                  | 스페인어                 | 로마자    |
| 아이티                | 프랑스어 아이티 크레올어 | 로마자    |
| 도미니카 공화국       | 스페인어                 | 로마자    |
| 자메이카              | 영어                     | 로마자    |
| 바하마                | 영어                     | 로마자    |
| 세인트키츠 네비스     | 영어                     | 로마자    |
| 앤티가 바부다         | 영어                     | 로마자    |
| 도미니카 연방         | 영어                     | 로마자    |
| 세인트루시아          | 영어                     | 로마자    |
| 세인트빈센트 그레나딘 | 영어                     | 로마자    |
| 그레나다              | 영어                     | 로마자    |
| 바베이도스            | 영어                     | 로마자    |
| 트리니다드 토바고     | 영어                     | 로마자    |

### 남아메리카
| 국가       | 공용어              | 사용 문자 |
| ---------- | ------------------- | --------- |
| 브라질     | 포르투갈어          | 로마자    |
| 아르헨티나 | 스페인어            | 로마자    |
| 칠레       | 스페인어            | 로마자    |
| 우루과이   | 스페인어            | 로마자    |
| 파라과이   | 스페인어            | 로마자    |
| 볼리비아   | 스페인어            | 로마자    |
| 페루       | 스페인어 아이마라어 | 로마자    |
| 콜롬비아   | 스페인어            | 로마자    |
| 에콰도르   | 스페인어            | 로마자    |
| 베네수엘라 | 스페인어            | 로마자    |
| 가이아나   | 영어                | 로마자    |
| 수리남     | 네덜란드어          | 로마자    |

## 아프리카

### 북아프리카
| 국가     | 공용어            | 사용 문자               |
| -------- | ----------------- | ----------------------- |
| 이집트   | 아랍어            | 아랍 문자               |
| 리비아   | 아랍어            | 아랍 문자               |
| 수단     | 아랍어 영어       | 아랍 문자 로마자        |
| 알제리   | 아랍어 베르베르어 | 아랍 문자               |
| 튀니지   | 아랍어            | 아랍 문자               |
| 모로코   | 아랍어 베르베르어 | 아랍 문자 티피나그 문자 |
| 모리타니 | 아랍어 프랑스어   | 아랍 문자 로마자        |

### 서아프리카
| 국가         | 공용어     | 사용 문자 |
| ------------ | ---------- | --------- |
| 말리         | 프랑스어   | 로마자    |
| 세네갈       | 프랑스어   | 로마자    |
| 감비아       | 영어       | 로마자    |
| 기니         | 프랑스어   | 로마자    |
| 기니비사우   | 포르투갈어 | 로마자    |
| 시에라리온   | 영어       | 로마자    |
| 라이베리아   | 영어       | 로마자    |
| 코트디부아르 | 프랑스어   | 로마자    |
| 가나         | 영어       | 로마자    |
| 베냉         | 프랑스어   | 로마자    |
| 토고         | 프랑스어   | 로마자    |
| 부르키나파소 | 프랑스어   | 로마자    |
| 니제르       | 하우사어   | 로마자    |
| 나이지리아   | 영어       | 로마자    |
| 카보베르데   | 포르투갈어 | 로마자    |

### 중앙아프리카
| 국가                | 공용어                       | 사용 문자        |
| ------------------- | ---------------------------- | ---------------- |
| 중앙아프리카 공화국 | 프랑스어 상고어              | 로마자           |
| 차드                | 프랑스어 아랍어              | 로마자 아랍 문자 |
| 카메룬              | 프랑스어 영어                | 로마자           |
| 콩고 공화국         | 프랑스어                     | 로마자           |
| 콩고 민주 공화국    | 프랑스어                     | 로마자           |
| 가봉                | 프랑스어                     | 로마자           |
| 적도 기니           | 스페인어 프랑스어 포르투갈어 | 로마자           |
| 상투메 프린시페     | 포르투갈어                   | 로마자           |

### 동아프리카
| 국가       | 공용어                     | 사용 문자                    |
| ---------- | -------------------------- | ---------------------------- |
| 남수단     | 영어                       | 로마자                       |
| 탄자니아   | 스와힐리어 영어            | 로마자                       |
| 케냐       | 스와힐리어 영어            | 로마자                       |
| 우간다     | 영어 스와힐리어            | 로마자                       |
| 르완다     | 키냐르완다어 프랑스어 영어 | 로마자                       |
| 부룬디     | 프랑스어 룬디어            | 로마자                       |
| 에티오피아 | 암하라어                   | 암하라 문자                  |
| 에리트레아 | 아랍어 티그리냐어 영어     | 아랍 문자 그으즈 문자 로마자 |
| 소말리아   | 소말리어 아랍어            | 로마자 아랍 문자             |
| 지부티     | 아랍어 프랑스어            | 아랍 문자 로마자             |

### 남아프리카
| 국가              | 공용어                      | 사용 문자        |
| ----------------- | --------------------------- | ---------------- |
| 남아프리카 공화국 | 영어 츠와나어 아프리칸스어  | 로마자           |
| 레소토            | 영어 소토어                 | 로마자           |
| 에스와티니        | 영어 스와티어               | 로마자           |
| 나미비아          | 영어                        | 로마자           |
| 보츠와나          | 영어 츠와나어               | 로마자           |
| 짐바브웨          | 영어                        | 로마자           |
| 앙골라            | 포르투갈어                  | 로마자           |
| 잠비아            | 영어                        | 로마자           |
| 말라위            | 체와어 영어                 | 로마자           |
| 모잠비크          | 포르투갈어                  | 로마자           |
| 마다가스카르      | 말라가시어 프랑스어         | 로마자           |
| 코모로            | 프랑스어 아랍어             | 로마자 아랍 문자 |
| 모리셔스          | 영어 프랑스어               | 로마자           |
| 세이셸            | 프랑스어 영어 세이셸 크리올 | 로마자           |

## 오세아니아

### 오스트랄라시아&멜라네시아
| 국가           | 공용어                   | 사용 문자 |
| -------------- | ------------------------ | --------- |
| 오스트레일리아 | 영어                     | 로마자    |
| 뉴질랜드       | 영어 마오리어            | 로마자    |
| 파푸아뉴기니   | 영어                     | 로마자    |
| 솔로몬 제도    | 영어                     | 로마자    |
| 바누아투       | 비슬라마어 프랑스어 영어 | 로마자    |
| 피지           | 영어 피지어 피지힌디어   | 로마자    |

### 미크로네시아&폴리네시아
| 국가              | 공용어          | 사용 문자 |
| ----------------- | --------------- | --------- |
| 팔라우            | 영어 팔라우어   | 로마자    |
| 미크로네시아 연방 | 영어            | 로마자    |
| 마셜 제도         | 영어            | 로마자    |
| 나우루            | 나우루어 영어   | 로마자    |
| 키리바시          | 영어 키리바시어 | 로마자    |
| 통가              | 통가어 영어     | 로마자    |
| 사모아            | 영어 사모아어   | 로마자    |
| 투발루            | 영어 투발루어   | 로마자    |

## 같이 보기
- 공용어
- 공용어 목록
- 나라 목록